# Rücken (Drucktechnik)
Rücken bezeichnet das Verschmälern der Gravur bei einem Rotationsdruckverfahren als Ausgleich des Schrumpfens der Papierbahn.
Bei der Trocknung wird der Papierbahn Lösemittel und Wasser entzogen. Deshalb schrumpft das Papier und wird schmaler. Um Passer-Differenzen zwischen den einzelnen Farben zu vermeiden, wird die Gravur parallel zur Zylinderachse gestaucht und damit der schmaleren Papierbahn angepasst. Dieser Vorgang wird Rücken genannt. Die erste Farbe bleibt unverändert. Die folgenden Farben werden um etwa 0,4 mm, 0,6 mm und 0,7 mm nach innen gerückt.